# Zisterzienserinnenkloster Val-Saint-Bernard
Das Zisterzienserinnenkloster Val-Saint-Bernard war von 1235 bis 1796  ein Kloster der Zisterzienserinnen in Diest, Provinz Flämisch-Brabant, in Belgien.

## Geschichte
Graf Arnold IV. von Loon stiftete 1234 unweit des Flusses Demer das Kloster Val-Saint-Bernard („Bernhardstal“), das bemerkenswerterweise ab der zweiten Hälfte des 13. Jahrhunderts zu einem System der Verpachtung statt eigener Bewirtschaftung überging. Das Kloster wechselte später in die Stadt Diest und wurde 1796 durch die Französische Revolution geschlossen.